# Unitat de massa atòmica
|  | Per a altres significats, vegeu «Uma (desambiguació)». |

La unitat de massa atòmica (u) és una unitat de massa no inclosa en el Sistema Internacional d'Unitats (SI) igual a la dotzena part de la massa d'un àtom de carboni 12 en el seu estat fonamental. S'empra per expressar masses dels elements químics i altres espècies químiques. La constant de massa atòmica {\displaystyle m_{u}} val:
| {\displaystyle m_{u}=1u=1,660\,539\,066\,60(50)\,\times 10^{-27}\quad kg} |

La constant de massa atòmica {\displaystyle m_{u}} està directament relacionada amb la constant d'Avogadro (NA = 1,602 214 076 × 1023 mol–1). La massa d'un sol àtom de carboni 12 s'obté dividint la massa d'un mol (unitat de quantitat de matèria) de carboni 12, per definició 12 g o 0,012 kg, entre el nombre d'àtoms presents en aquest mol, això és la constant d'Avogadro. La {\displaystyle m_{u}} és la dotzena part d'aquesta quantitat:
{\displaystyle m_{u}={\frac {1}{12}}\cdot {\frac {0,012\;kg/mol\;^{12}C}{6,02214\times 10^{23}\;mol^{-1}}}={\frac {0,001\;kg/mol\;^{12}C}{6,02214\times 10^{23}\;mol^{-1}}}=1,660539\times 10^{-27}\;kg}
S'ha proposat anomenar aquesta unitat dalton, símbol Da, en honor a John Dalton, l'autor de la teoria atòmica. S’utilitza sovint en bioquímica i biologia molecular. Tot i que mai ha estat aprovat per la Conferència General de Pesos i Mesures com unitat del Sistema Internacional, aquesta l'accepta, fins i tot combinat amb múltiples i submúltiples. Per exemple per expressar la massa de molècules grans en kilodaltons, kDa, o megadaltons, MDa, i per expressar el valor de petites diferències de massa d'àtoms o molècules en nanodaltons, nDa, fins i tot picodaltons, pDa.

## Història

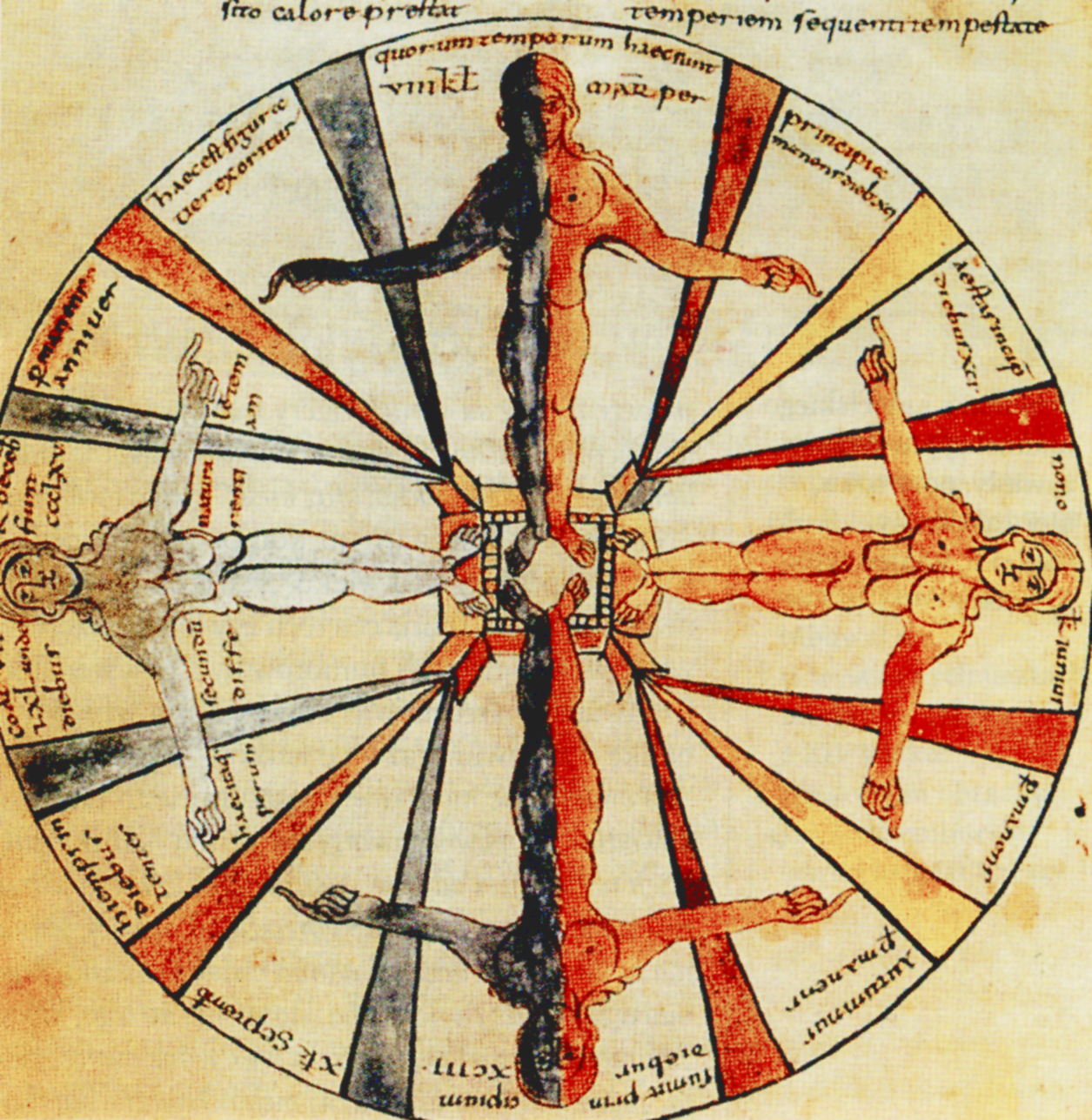
Els quatre elements a De natura rerum dIsidor de Sevilla.

### El concepte d'element químic
A la cultura jònica de Grècia fa uns 2500 anys, els filòsofs Leucip (segle v aC), Demòcrit (460 aC–? 370 aC) i Epicur (341 aC–270 aC) consideraven que tota la matèria estava composta per àtoms, del grec ἄτομος átomos «que no es pot tallar», «indivisible», i s'establí que tota la matèria estava formada per quatre elements: foc, aigua, aire i terra. L'alquimista del segle xvi Paracels (1493–1541) afegí a aquests elements els seus tres principis en matèria, és a dir, sofre, sal i mercuri. Al segle xvii, l’irlandès Robert Boyle (1627–1691) negà que aquests set elements fossin els elements bàsics i definí un element com una substància que es podia identificar mitjançant experiments científics i no es podia descompondre en substàncies encara més senzilles. A finals del segle xviii, el químic francès Antoine L. Lavoisier (1743–1794) revolucionà la química mitjançant l'ús de balances molt precises. Demostrà que una quantitat determinada de matèria té una massa que es manté en una reacció química (llei de conservació de la massa). El químic francès Joseph-Louis Proust (1754–1826) mostrà que un compost químic sempre conté els mateixos elements combinats en la mateixa proporció de massa (llei de les proporcions definides).

### La teoria atòmica de Dalton, mH= 1

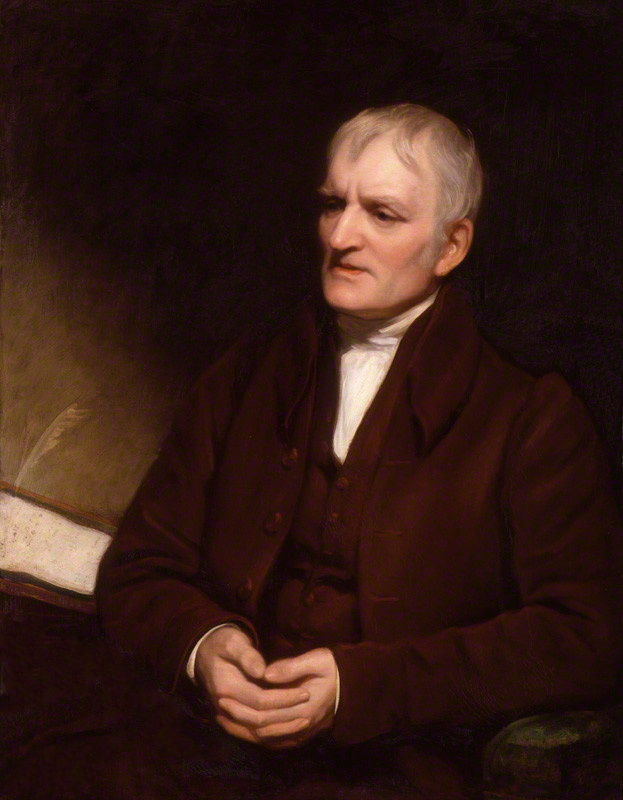
John Dalton per Thomas Phillips, 1835.

L'anglès John Dalton (1766–1844) establí la teoria atòmica moderna i per procedir a assentar-la sobre una base experimental completament sòlida, provà la llei de Proust i assenyalà que els mateixos elements es combinaven en proporcions diferents per produir diferents substàncies (llei de les proporcions múltiples). Establí que la matèria estava constituïda per partícules molt petites, indivisibles i immutables, els àtoms, i que els àtoms d'un mateix element químic eren exactament iguals i diferents dels d'un altre element, essent una de les diferències la seva massa. Dalton assignà masses atòmiques relatives determinant la proporció en elements que reaccionaven per formar composts químics. Escollí l'hidrogen com a unitat d'escala de referència, A(H) = 1 i calculà les masses dels altres àtoms comparant-les amb la de l'hidrogen. La primera taula de valors de masses atòmiques la donà en un document titulat «Sobre l'absorció de gasos per l'aigua i altres líquids» que es llegí a la Manchester Literary and Philosophical Society, de la qual Dalton era secretari, el 21 d'octubre de 1803. No obstant això, quan dos elements es combinen en un compost, no és suficient determinar el percentatge de cada element present per obtenir la massa atòmica correcta. També s’ha de determinar la valència de cada element del compost. Dalton suposà que si només es coneix un compost de dos elements, conté un àtom de cada element, si se'n coneixen més les proporcions, han de ser de nombres senzills 1/2, 2/3… Les taules posteriors de Dalton de 1808 i 1810 mostren una marcada millora de la precisió, però els valors encara són difícils de reconèixer a causa d'errors de valència.

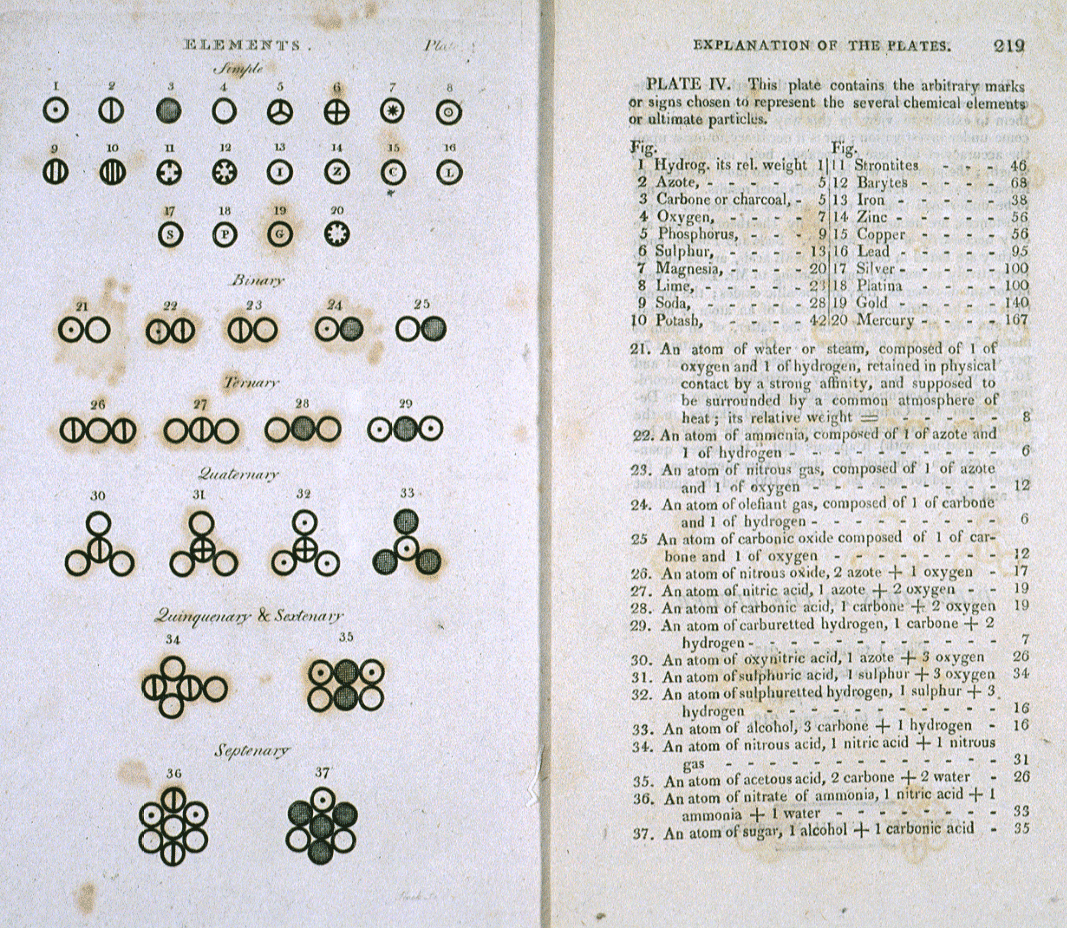
Símbols emprats per Dalton i taula de masses atòmiques a A New System of Chemical Philosophy de Dalton.

El físic francès, Joseph-Louis Gay-Lussac (1778–1850), determinà que els gasos formen compostos entre si en proporcions de volum simples (llei dels volums de combinació) que demostren que la idea de Dalton de combinar gasos només per la massa era insuficient. El físic italià Amedeo Avogadro (1776–1856) suggerí que tots els gasos en les mateixes condicions de temperatura i pressió contenen el mateix nombre de molècules (llei d'Avogadro) i que una molècula pot contenir més d'un àtom, per exemple N₂ o O₃. Distingí entre l'àtom (la part més petita de la matèria que pot entrar en combinació) i la molècula (la partícula més petita que pot existir en estat lliure). Això explicava de la llei dels volums de combinació que possibilitava determinar les fórmules químiques dels gasos sense haver de fer suposicions de proporcions senzilles, però, malauradament, utilitzà el terme molècula durant tota la seva discussió amb una sèrie d'adjectius qualificatius: integral, constituent i elemental que creà confusió entre els químics i Avogadro fou ignorat durant mig segle.

### Berzelius, mO= 100

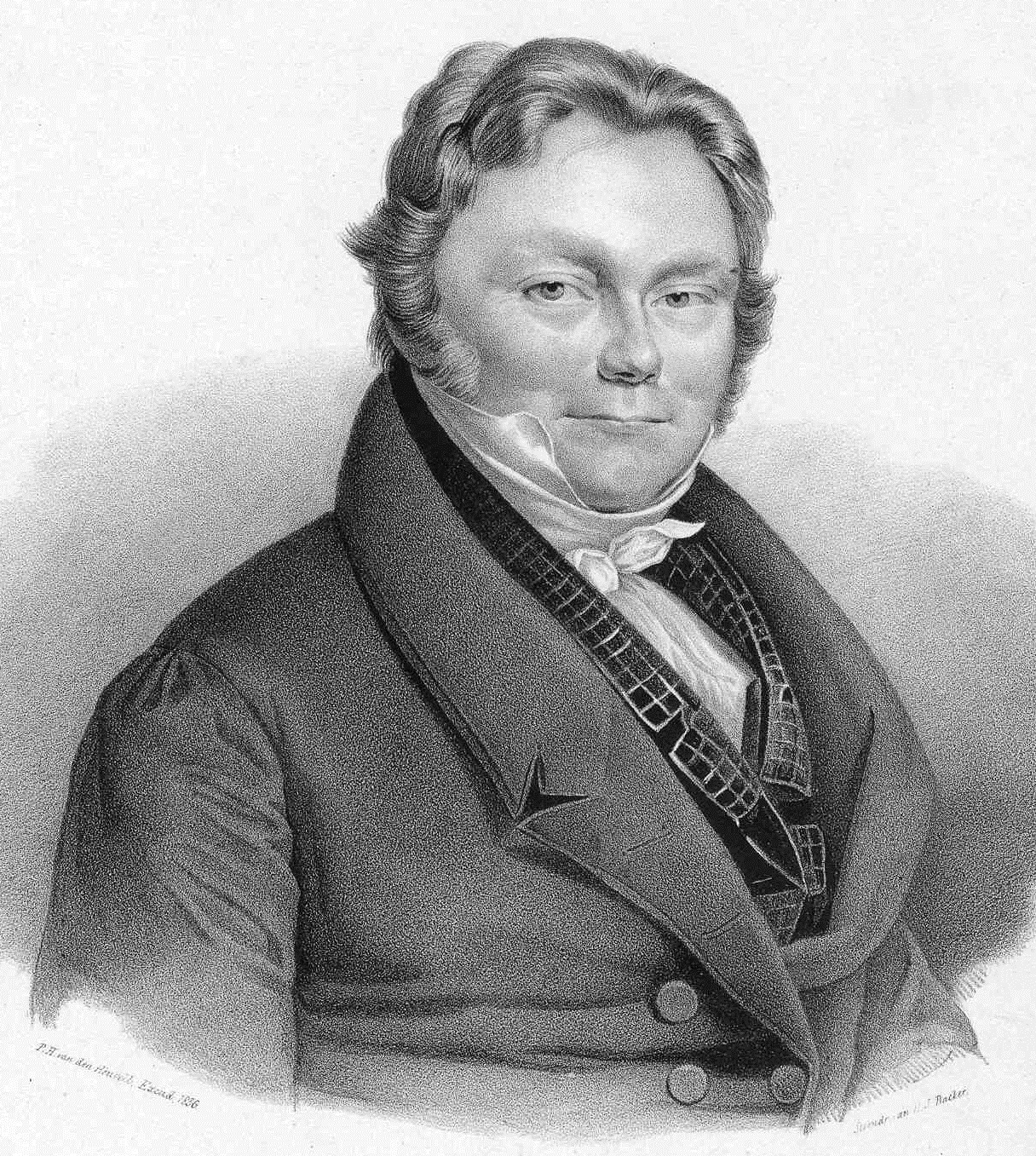
Jöns Jakob Berzelius el 1836.

En un article anònim del 1815, el metge anglès William Prout (1785–1850) proposà que els valors de la massa atòmica eren múltiples sencers del valor de l'hidrogen, ja que els valors disponibles apuntaven en aquest sentit. El químic suec Jons Jacob Berzelius (1779–1841) proporcionà la primera millora important en els valors mesurats de masses atòmiques. A partir del 1810, Berzelius publicà una sèrie d'articles sobre mesures de masses atòmiques en què informava de pesades reals juntament amb els resultats d'altres químics en una escala d'oxigen, és a dir, el valor d'O = 100. Berzelius considerà que l'oxigen era millor com a element de referència perquè combinava amb la majoria d'elements i moltes masses moleculars i atòmiques es podrien mesurar directament. L'inconvenient de l'hidrogen com a referència era que es combinava directament amb un nombre limitat d'elements i calia avaluar la massa atòmica en comparació amb l'oxigen, i la fórmula de l'aigua des de Dalton se suposava HO. Com que la proporció d'oxigen i hidrogen no es podria determinar amb una precisió absoluta, els errors d'aquesta proporció es traslladarien a la resta de valors de masses atòmiques. Els resultats de les anàlisis de Berzelius tendien a desmentir la hipòtesi de Prout sobre les relacions integrals entre els elements, per exemple, carboni/hidrogen: 76,438 / 6,25 = 12,23 (on O = 100).

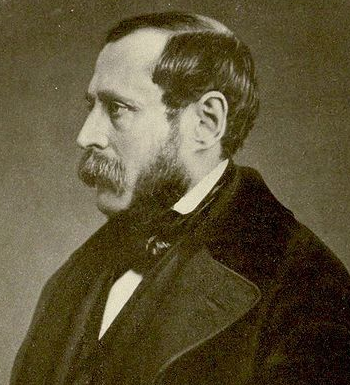
Jean Servais Stas.

El químic belga Jean Servais Stas (1813–1891) treballava París amb Jean Baptiste Dumas (1800–1884), el qual era més partidari de la hipòtesi de Prout i dubtava dels resultats de Berzelius. Amb Dumas, Stas obtingué un valor per al carboni de 75,02 basat en O = 100. Amb H = 1, l'oxigen era aproximadament 16 i el carboni seria 12,0, de manera que la hipòtesi de Prout encara podria tenir validesa dins de l'error experimental. Stas mesurà masses atòmiques per a una sèrie d'elements que Dumas pensava que donarien suport a la hipòtesi de Prout (nitrogen, clor, sofre, sodi, potassi, argent i plom) en una sèrie d'experiments publicats el 1860. Stas demostrà que els valors de la massa atòmica no eren múltiples de la de l'hidrogen, ni de la meitat i ni d'una quarta part del valor de la massa de l'hidrogen.
Al primer congrés científic internacional del 3-5 de setembre de 1860 a Karlsruhe, es reuniren uns 140 químics europeus líders per posar-se d'acord sobre la naturalesa dels àtoms i les molècules i per assolir una escala de masses atòmiques satisfactòria per a la química orgànica. El químic italià Stanislao Cannizzaro (1826–1910) presentà el seu Sunto di un corso di Filosofia chimica, on exposà la distinció d'Avogadro entre àtoms i molècules com a dispositiu organitzador per a la interpretació de fenòmens químics. No es redactaren conclusions a la conferència, però la presentació de Cannizzaro influí en dos joves químics que hi assistiren l'alemany Julius Lothar Meyer (1830–1895) i el rus Dmitri I. Mendeléiev (1834–1907). Tant Meyer com Mendeléiev escriviren llibres de text difonent la solució de Cannizzaro i ambdós desenvoluparen taules periòdiques dels elements químics basats en els valors revisats de les masses atòmiques. La taula de Meyer es basava en les valències de l'element. Els elements podien ordenar-se per ordre creixent de massa atòmic. Mendeléiev va deixar espais buits a la seva taula, quan cap element conegut omplia aquest espai. Predigué propietats d'aquests elements desconeguts. Quan més tard es descobrí l'escandi, el gal·li i el germani es comprovà que les seves masses atòmiques eren les predites per Mendeléiev.

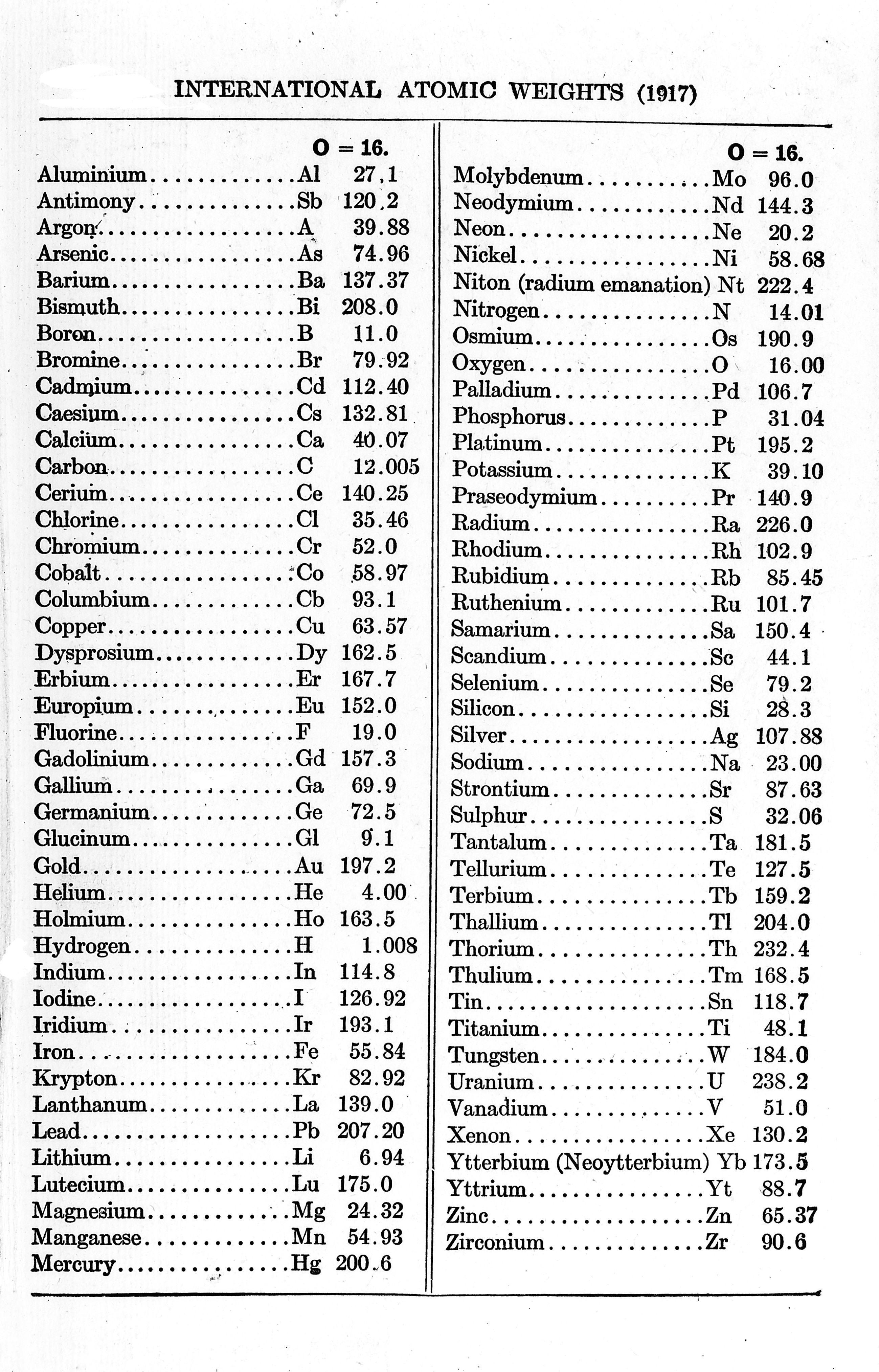
Masses atòmiques dels elements agafant com a referència m_{O} = 16 (1917).

### Escala amb mO= 16
A partir de la dècada de 1930, quan es descobrí el neutró i s'acceptà que l'estructura dels nuclis atòmics era una combinació de protons i neutrons, l'opció mH = 1 es convertí en una opció gairebé impossible com a referència per a les masses atòmiques. El nombre atòmic d'elements pesants no representaria el nombre de núclids del nucli en una escala mH = 1. Per tant, s'acceptà emprar l'oxigen com a estàndard de referència, amb un valor assignat de 16. La unitat de massa atòmica era definida com a 1/16 de la massa d'un àtom d'oxigen. El 1929 William F. Giauque (1895–1982) i Herrick L. Johnston (1898–1965) descobriren que l'oxigen natural conté petites quantitats (0,238%) de dos isòtops lleugerament més pesants (O-17 i O-18) que el més abundant l'O-16 (99,762%) i que la massa atòmica relativa 16 representava una mitjana ponderada de les tres formes isotòpiques d'oxigen natural. Aquesta situació es considerà indesitjable per diversos motius i, atès que ja era possible determinar les masses relatives dels àtoms d'espècies isotòpiques individuals mitjançant espectrometria de masses, aviat s'establí una segona escala amb 16 com a valor del principal isòtop de l'oxigen, l'oxigen 16, en lloc del valor de la barreja natural. Aquesta segona escala, preferida pels físics, es conegué com a escala física, i l'escala anterior es continuà utilitzant com a escala química, ja que els químics generalment treballaven amb les mescles isotòpiques naturals en lloc dels isòtops purs.

### Escala amb mC= 12

Model de nucli del carboni 12, constituït per 6 protons i 6 neutrons.

Tot i que les dues escales només diferien lleugerament, la proporció entre elles no es pogué fixar exactament, a causa de les lleugeres variacions en la composició isotòpica de l'oxigen natural de diferents fonts. També es considerà indesitjable tenir dues escales diferents, però estretament relacionades que tractessin les mateixes quantitats. Per aquestes dues raons, l'Assemblea General de la Unió Internacional de Física Pura i Aplicada (IUPAP) a Ottawa (Canadà) el 1960 i l'Assemblea General de la Unió Internacional de Química Pura i Aplicada a Montreal (Canadà) el 1961, establiren una nova escala assignant a l'isòtop carboni 12 una massa atòmica relativa {\displaystyle A_{r}=12}, només requeria canvis mínims en els valors que s’havien utilitzat per a les masses atòmiques dels químics.
Atès que les mostres d'elements que es troben a la natura contenen mescles d'isòtops de diferents masses atòmiques, la Unió Internacional de Química Pura i Aplicada (IUPAC) començà a publicar masses atòmiques amb incerteses. El primer element que li assignaren una incertesa sobre la seva massa atòmica fou el sofre el 1951. El 2007, devuit elements tenien associades incerteses i, el 2009, la IUPAC començà a publicar rangs per a la massa atòmica d'alguns elements.

## Equivalent energètic
La unitat de massa atòmica es pot expressar a partir del seu equivalent energètic {\displaystyle {m}_{u}{c}^{2}}, amb un valor
{\displaystyle {m}_{u}{c}^{2}=1,49241808560(45)\cdot {10}^{-10}{\text{ J}}}{\displaystyle =931,49410242(28){\text{ MeV}}}